# Donglin (sockenhuvudort i Kina, Jiangxi Sheng, lat 29,23, long 114,54)
Donglin är en sockenhuvudort i Kina. Den ligger i provinsen Jiangxi, i den sydöstra delen av landet, omkring 140 kilometer nordväst om provinshuvudstaden Nanchang. Antalet invånare är 7 763. Befolkningen består av 3 770 kvinnor och 3 993 män. Barn under 15 år utgör 19,0 %, vuxna 15-64 år 71 %, och äldre över 65 år 8,0 %.
Runt Donglin är det ganska tätbefolkat, med 160 invånare per kvadratkilometer. Närmaste större samhälle är Chuantan, 12,9 km öster om Donglin. I omgivningarna runt Donglin växer i huvudsak blandskog.
Genomsnittlig årsnederbörd är 2 238 millimeter. Den regnigaste månaden är maj, med i genomsnitt 386 mm nederbörd, och den torraste är januari, med 46 mm nederbörd.